# آني جمب كانون
آني جمب كانون (بالإنجليزية: Annie Jump Cannon)‏ (11 ديسمبر 1863 - 13 أبريل 1941) هي عالمة فلك أمريكية. كان لعملها الفهرسي دور فعال في تطوير التصنيف النجمي المعاصر.
بمشاركة إدوارد تشارلز بيكرنغ، كان لها الفضل في إنشاء مخطط تصنيف هارفارد، والذي كان أول محاولة جدية لتنظيم وتصنيف النجوم حسب درجة حرارتها وأنواعها الطيفية. كانت تقريبًا صمّاء طوال حياتها المهنية. كانت ناشطة في قضية حق المرأة بالتصويت وعضوًا في الحزب الوطني للمرأة.

## حياتها الشخصية
ولدت آني جمب كانون في 11 ديسمبر 1863 في دوفر بولاية ديلاوير. كانت الأكبر بين ثلاث بنات لويلسون كانون من زوجته الثانية، ماري جامب، والذي كان بنّاء سفن من ديلاوير وعضو مجلس شيوخ. كانت والدة كانون أول شخص علمها النجوم وشجعها على متابعة اهتماماتها الخاصة، مشيرةً إلى أن تتابع دراساتها في الرياضيات والكيمياء والبيولوجيا في كلية ويسلي. استخدمت كانون ووالدتها كتابًا قديمًا لعلم الفلك لتحديد النجوم التي كانت تُشاهد من عليتهم. درّستها والدتها أيضًا الاقتصاد المنزلي، والذي استخدمته كانون لاحقًا لتنظيم بحثها.
أخذت كانون بنصيحة والدتها وتبعت حبها لعلم الفلك. عانت من فقدان السمع في وقت ما خلال طفولتها أو سنوات بلوغها الباكرة. تختلف المصادر حسب الإطار الزمني والسبب الفعلي، على الرغم من أنه يُنسب أحيانًا إلى الحمى القرمزية. وصفت شخصية كانون بأنها «متحمسة». اختارت عدم الزواج أو الإنجاب.

## تعليمها
في أكاديمية ويلمنغتون للمؤتمرات «المعروفة اليوم باسم كلية ويسلي»، كانت كانون طالبة مميزة، ولا سيما في الرياضيات. في عام 1880، أُرسلت كانون إلى كلية ويسلي في ولاية ماساتشوستس، وهي واحدة من أفضل المدارس الأكاديمية للنساء في الولايات المتحدة، حيث درست الفيزياء وعلم الفلك.
درست كانون تحت إشراف سارة فرانسيس وايتينغ، وهي واحدة من عدد قليل من الفيزيائيات في الولايات المتحدة في ذلك الوقت، وتابعت لتصبح الطالبة المتفوقة في كلية ويسلي. تخرجت مع شهادة في الفيزياء في عام 1884 وعادت إلى ديلاوير لمدة عشر سنوات.
خلال هذه السنوات، طورت كانون مهاراتها في فن التصوير الفوتوغرافي الجديد. في عام 1892 سافرت عبر أوروبا تلتقط صوراً بكاميرا صندوق بلير خاصتها. بعد أن عادت إلى منزلها، نُشرت صورها ونثرها من إسبانيا في كتيب بعنوان «على خطى كولومبوس»، نشرته شركة بلير ووزعته كتذكار في المعرض العالمي الكولومبي بشيكاغو لعام 1893.
بعد ذلك بفترة وجيزة، أصيبت كانون بالحمى القرمزية التي جعلتها صمّاء تقريبًا. جعل فقدان السمع هذا من الصعب على كانون الاختلاط. ونتيجة لذلك، غرقت في عملها. في عام 1894، توفيت والدة كانون وأصبحت الحياة في المنزل أكثر صعوبة. كتبت إلى معلمتها السابقة في ويسلي، الأستاذة سارة فرانسيس وايتينغ، لمعرفة ما إذا كانت هناك فرصة عمل. وظفتها وايتينغ كأستاذة فيزياء للمبتدئين في الكلية. سمحت هذه الفرصة لـ كانون بأخذ دورات دراسات عليا في الكلية في الفيزياء وعلم الفلك. وقد ألهمت وايتينغ كانون التعلم عن التحليل الطيفي.
من أجل الوصول إلى تلسكوب أفضل، التحقت كانون بكلية رادكليف باعتبارها «طالبة خاصة»، وتابعت دراساتها في علم الفلك. شُيدت رادكليف بالقرب من كلية هارفارد من أجل أن يكرر أساتذة جامعة هارفارد محاضراتهم لشابات رادكليف. أعطت هذه العلاقة كانون المنفذ إلى مرصد كلية هارفارد. في عام 1896، عينها إدوارد سي. بيكرنغ كمساعدة له في المرصد. في عام 1907، أنهت كانون دراستها وحصلت على درجة الماجستير من كلية ويسلي.

## سيرتها المهنية

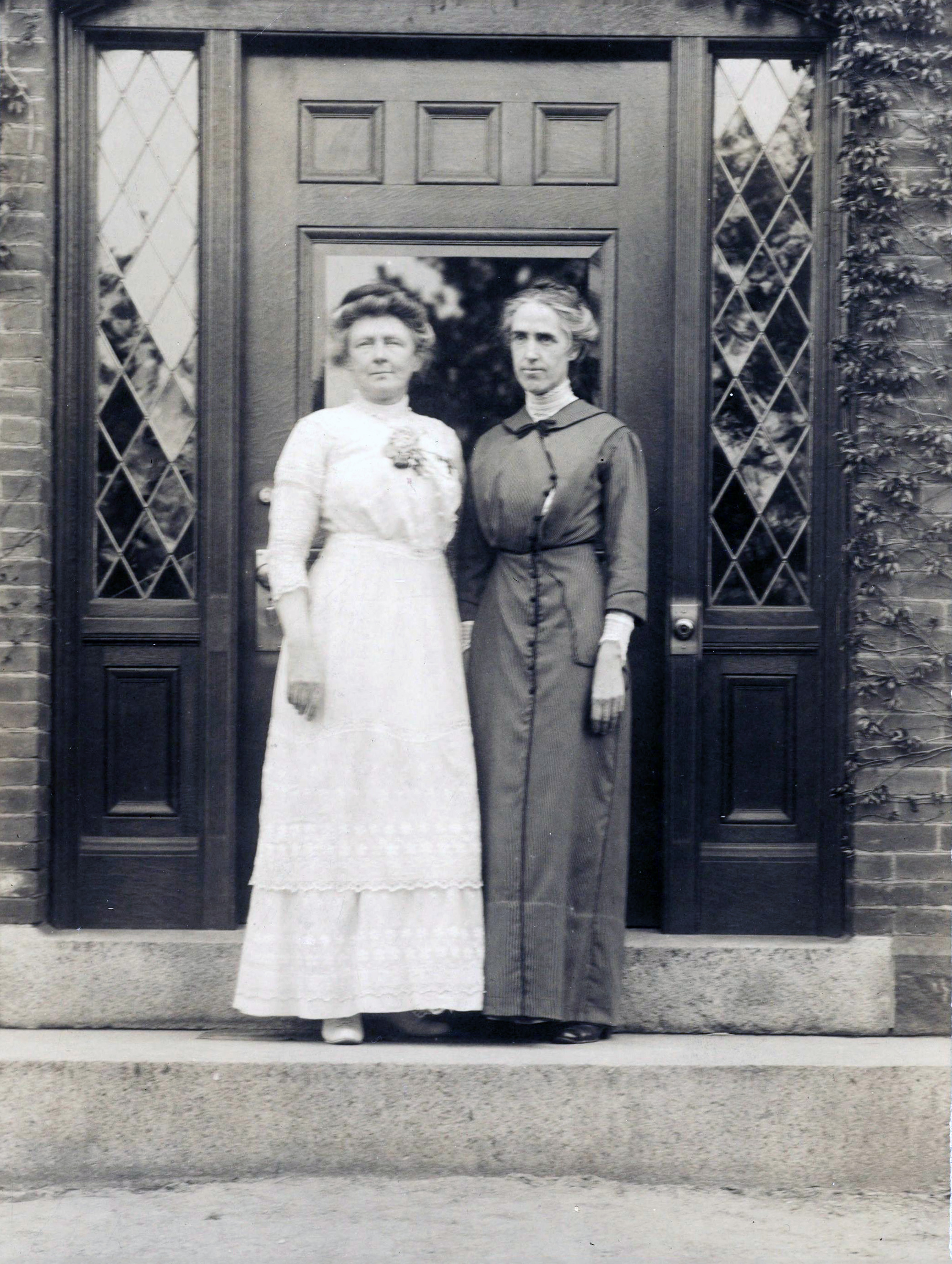
آني جامب كانون وهنريتا سوان ليفات

في عام 1896، أصبحت كانون عضوًا في حاسبات هارفارد، وهي مجموعة من النساء وُظفهن مدير مرصد هارفارد إدوارد سي. بيكرنغ لإكمال فهرس هنري درابر، بهدف رسم الخرائط وتحديد كل نجم في السماء على حسب تصوير فوتوغرافي قدره 9.
في مذكراتها، أشارت إلى السطوع باختصار «إنت» الذي كان اختصارًا لـ «الكثافة». قال بيكرنغ إنها تمكنت من تصنيف النجوم بسرعة، «الآنسة كانون هي الشخص الوحيد في العالم -رجل أو امرأة- الذي يمكنه القيام بهذا العمل بهذه السرعة».
أنشأت ماري آنا دريبر، أرملة الطبيب الثري وهاوي علم الفلك هنري درابر، صندوقًا لدعم العمل. عمل الرجال في المختبر على تشغيل التلسكوبات والتقاط الصور بينما فحصت النساء البيانات، وأجرين الحسابات الفلكية، وفهرسن تلك الصور خلال اليوم. جعل بيكرنغ من الفهرس مشروعًا طويل الأمد للحصول على أطياف بصرية لأكبر عدد ممكن من النجوم وفهرسة وتصنيف النجوم حسب الأطياف.
لم يمض وقت طويل على بدء العمل على فهرس درابر، حتى تطور خلاف حول كيفية تصنيف النجوم. بدأ التحليل أولاً بواسطة نيتي فارار، التي غادرت بعد بضعة أشهر لتتزوج. وهذا ترك المشكلة لآراء أنتونيا موري ابنة أخت هنري درابر «التي أصرت على نظام تصنيف معقد» وويليامينا فليمينغ «التي كانت تشرف على المشروع لبيكرنغ، وأرادت اتباع نهج أكثر بساطة ومباشرة». تفاوضت كانون على حل وسط؛ فقد بدأت بفحص نجوم نصف الكرة الجنوبي المشرقة. طبقت على هؤلاء النجوم نظامًا ثالثًا، وهو تقسيم النجوم إلى الفئات الطيفية O, B, A, F, G, K, M. واستند مخططها إلى قوة خطوط امتصاص بالمر. بعد فهم خطوط الامتصاص من حيث درجات حرارة النجوم، أعيد ترتيب نظام التصنيف الأولي الخاص بها لتجنب الاضطرار إلى تحديث فهرس النجوم. عُلم طلاب علم الفلك استخدام فن الاستذكار «كوني فتاة جيدة، قبليني» كوسيلة لتذكر التصنيف النجمي.
نشرت كانون أول دليل لها عن أطياف النجوم في عام 1901. في عام 1911، أصبحت الوصية على الصور الفلكية في هارفارد. في عام 1914، قُبلت كعضو فخري في الجمعية الفلكية الملكية. في عام 1921، أصبحت واحدة من أوائل النساء اللاتي حصلن على الدكتوراه الفخرية من جامعة أوروبية عندما مُنحت درجة الدكتوراه الفخرية في الرياضيات وعلم الفلك من جامعة خرونينغن.
تعرضت كانون والنساء الأخريات في المرصد لانتقادات في البداية لكونهن «في غير مكانهن» ولعدم كونهن ربات منزل. لم تكن النساء عادة يصعدن عن مستوى مساعد في هذا النوع من العمل في ذلك الوقت، والكثير منهن كان يدفع له فقط 25 سنتًا في الساعة للعمل سبع ساعات في اليوم، لستة أيام في الأسبوع. من إحدى النساء الأخريات في المرصد اللواتي قدمن مساهمات كبيرة، هنريتا سوان ليفيت التي شاركت كانون بكونها صماء أيضًا. سيطرت كانون على هذا المجال بسبب «رتابتها» وصبرها على العمل الشاق، وساعدت الرجال في المرصد على اكتساب شعبية. ساعدت كانون في الوساطة في شراكات وتبادل المعدات بين الرجال في المجتمع الدولي وتولت دورًا يشبه السفير. كتبت كتباً ومقالات لزيادة مكانة علم الفلك، وفي عام 1933، مثلت النساء المحترفات في معرض العالم في شيكاغو «قرن التقدم».
صنفت كانون يدوياً نجوماً خلال فترة حياتها أكثر من أي شخص آخر، فقد بلغ إجمالي النجوم حوالي 350000. اكتشفت 300 نجم متغير، وخمسة مستعرات، وثنائيًا طيفيًا واحدًا، ما أدى إلى إنشاء ببليوجرافيا تضم حوالي 200000 مرجع. اكتشفت أول نجم لها في عام 1898، على الرغم من أنها لم تكن قادرة على تأكيد ذلك حتى عام 1905. عندما بدأت في تصنيف النجوم لأول مرة، أصبحت قادرة على تصنيف 1000 نجمة في ثلاث سنوات، ولكن بحلول عام 1913، كانت قادرة على العمل على 200 نجم في الساعة. كانت كانون تستطيع تصنيف ثلاثة نجوم في الدقيقة فقط من خلال النظر في الأنماط الطيفية الخاصة بها، وإذا استخدمت عدسة مكبرة، فيمكنها تصنيف النجوم وصولاً إلى المقدار التاسع، حوالي 16 مرة أضعف مما يمكن أن تراه العين البشرية. كان عملها دقيقًا أيضًا.

## روابط خارجية
- آني جمب كانون على موقع الموسوعة البريطانية (الإنجليزية)
- آني جمب كانون على موقع إن إن دي بي (الإنجليزية)